# Kościół Narodzenia Najświętszej Maryi Panny w Gryfinie
Kościół Narodzenia Najświętszej Maryi Panny w Gryfinie – rzymskokatolicki kościół parafialny w mieście Gryfino, w województwie zachodniopomorskim. Należy do dekanatu Gryfino archidiecezji szczecińsko-kamieńskiej. Mieści się przy ulicy Kościelnej.

## Historia
Według szczecińskiego historyka sztuki Wojciecha Łopucha początek budowy świątyni miał miejsce w 1278 roku, w którym książę Barnim I przekazał patronat nad świątynią kościołowi Mariackiemu w Szczecinie. Dla piszącego w latach pięćdziesiątych ubiegłego wieku Zygmunta Świechowskiego data ta oznaczała zakończenie budowy całej świątyni. Wojciech Łopuch ufundowanie ołtarza w 1300 roku wiąże z zakończeniem budowy części wschodniej świątyni, czyli prezbiterium i transeptu. Partie te zostały wybudowane z ciosów kamiennych z dodatkiem cegły w detalach architektonicznych. 
Drugi etap budowy zapewne został zakończony w 1325 roku, kiedy to książę Otton I ofiarował drugi ołtarz. Wybudowany miał wtedy zostać z cegły korpus bazylikowy, o trzech nawach i jednym przęśle oraz kamienna w dolnej części wieża zachodnia. O istnieniu w tamtym okresie układu bazylikowego (nawy boczne są obniżone w stosunku do nawy głównej) świadczą okna w górnej części elewacji nawy głównej, widoczne obecnie na strychu świątyni. 
Trzeci etap budowy to epoka późnego gotyku, czyli XV stulecie. Zostały podwyższone wtedy nawy boczne do wysokości nawy głównej (dzięki temu powstał układ halowy) oraz zostały założone sklepienia gwiaździste (do tego czasu świątynia pokryta była drewnianym stropem). 
W XVI wieku świątynię przejęli protestanci. W czasach nowożytnych architektura świątyni zasadniczo nie uległa zmianie. Poważna restauracja miała miejsce w latach 1861 -63 pod kierunkiem architekta Buchterkircha, znanego z niezbyt udanych regotyzacji pomorskich świątyń. W 1938 roku został zmieniony średniowieczny stożek na wieży na kolidujący architekturą gotyku hełm neobarokowy. Od 1945 jest to ponownie świątynia katolicka.

## Wyposażenie
- Ambona – najcenniejszy element wyposażenia kościoła. Wykonana została z wapienia w 1605 r. w stylu renesansowym[3]. Składa się z kamiennej bramki ozdobionej dwoma amorkami i rzeźbą Chrystusa - Dobrego Pasterza. Bramka posiada oryginalne, bogato zdobione techniką intarsji drewniane drzwiczki. Schody ambony posiadają kamienną balustradę ozdobioną płaskorzeźbionymi scenami ze Starego Testamentu: Wygnanie z Raju, Grzech Pierworodny, Ofiara Abrahama. Na koszu ambony umieszczono cztery sceny z Nowego Testamentu: Zwiastowanie, Boże Narodzenie, Pokłon Trzech Króli, Chrzest w Jordanie. Kosz i balustradę obiegają dwa napisy (w tłumaczeniu): "Do objawienia i do świadectwa! Jeśli nie będą mówić zgodnie z tym hasłem, to nie ma dla nich jutrzenki", "Mają Mojżesza i Proroków, niechże ich słuchają. Jeśli Mojżesza i Proroków nie słuchają, to choćby kto z umarłych powstał, to nie uwierzą".  Nad korpusem ambony znajduje się bogato zdobiony baldachim zwieńczony figurą archanioła. Poniżej umieszczono pięć figur kobiecych będących najprawdopodobniej personifikacjami cnót chrześcijańskich. Spód baldachimu zdobi sześcioramienna gwiazda i napis (w tłumaczeniu): "Słowo Boga naszego trwa na wieki". Autorstwo ambony nie jest pewne. Przypisuje się je artystom z kręgu Clausa Midowa. W latach 2003 i 2004 ambona została poddana renowacji i pokryta polichromią[3].

- Ołtarz główny. Do połowy XIX w. w kościele znajdował się renesansowy ołtarz główny namalowany w 1580 r. przez nadwornego malarza książęcego Dawida Redtela. Aktualnie obrazy pochodzące z tego ołtarza przechowywane są w Muzeum Narodowym w Szczecinie. Znajdujący się obecnie w kościele ołtarz główny pochodzi z okresu remontu kościoła w latach 1861-63 i ma formę neogotycką. W części centralnej ozdabia go obraz Stanisława Batowskiego ukazujący przedstawicieli polskich stanów (duchownego, szlachcica, chłopa i robotnika) składających hołd Matce Bożej Królowej Świata. Obraz ten pierwotnie stanowił wyposażenie kościoła w Kałuszu na Kresach Wschodnich, skąd wraz z repatriantami trafił po II wojnie światowej do Gryfina[3].
- Stalle. Po obu stronach prezbiterium kościoła zachowały się, pochodzące z XVI w. stalle. Wykonane zostały z drewna dębowego i ozdobione snycerką przedstawiającą brodate, męskie głowy[3].
- Organy kościelne zbudowane zostały przez szczecińską firmę Barnima Grüneberga w 1861 r. Posiadają 30 głosów, dwa manuały i pedał[3].

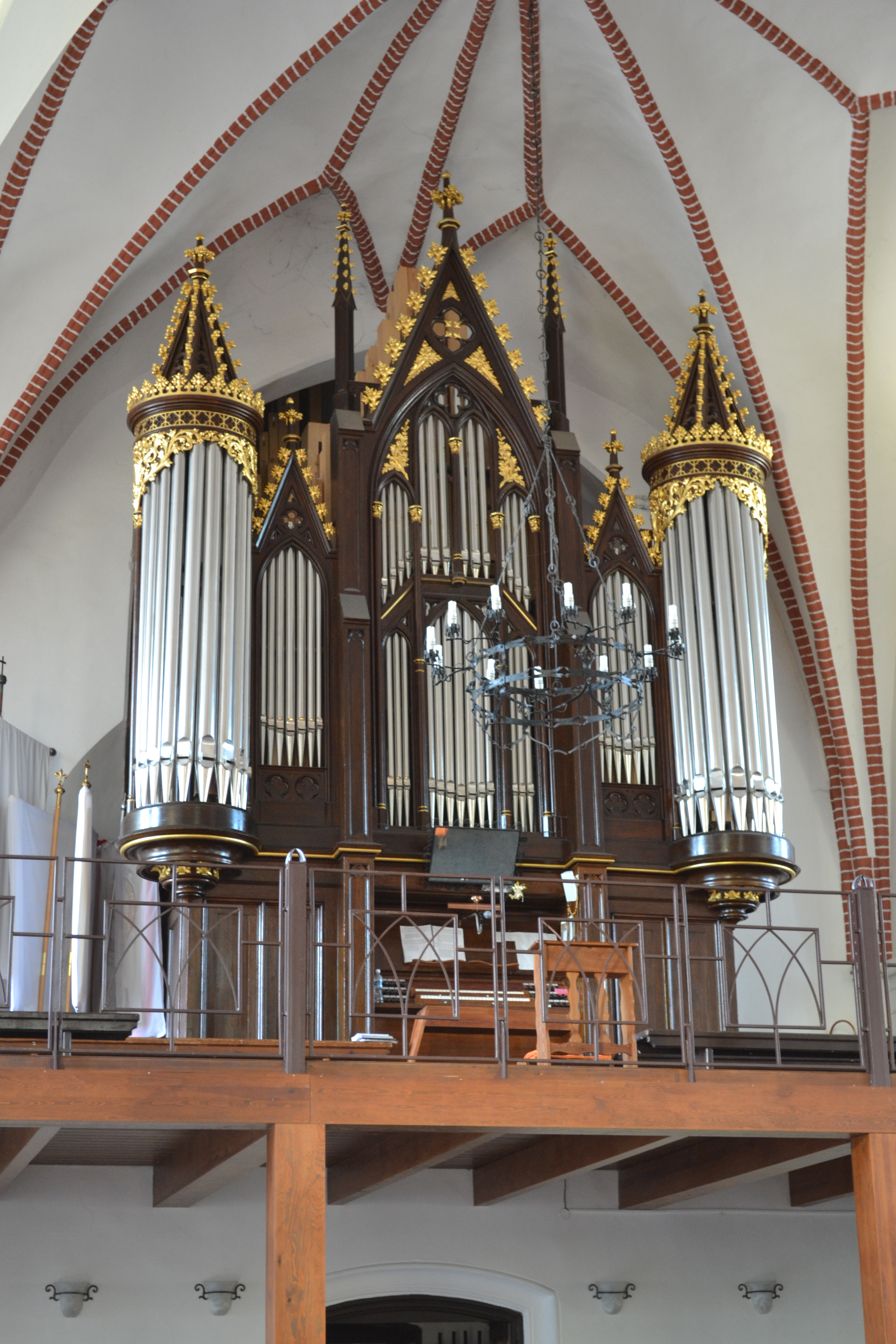
Organy